# Lipps Inc.
I Lipps Inc. sono stati un gruppo musicale di musica disco elettronica statunitense, famoso per il singolo "Funkytown" del 1980, cantata da Cynthia Johnson.

## Storia del gruppo
Il gruppo è stato fondato a Minneapolis da Steven Greenberg, che ha scritto la musica, l'ha prodotta, suonando tra l'altro vari strumenti. Il leader del gruppo era Cynthia Johnson, mentre gli altri componenti sono mutati spesso, e tra loro si annovera il chitarrista David Rivkin.
Raggiunsero il massimo successo negli anni ottanta. Il loro album di debutto Mouth to Mouth uscì nei primi mesi del 1980, ottenendo un disco di platino.
I loro singoli successivi ebbero minore successo: Hot 100 arrivò al 64º posto in classifica con Rock It, mentre il brano How Long? nel 1981 si posizionò 4° nelle classifiche dance americane: infatti quest'ultimo viene ricordato soprattutto per l'utilizzo degli archi, presenti all'interno dello stesso e, in quel periodo, anche durante la sigla del TG1. Il gruppo pubblicò il suo ultimo album, 4, nel 1983, dopodiché sparirono dalle scene fino al 1992, quando venne pubblicata la raccolta Funkyworld: The best of Lipps Inc., per poi sciogliersi definitivamente.

## Discografia
- 1979 – Mouth to Mouth
- 1980 – Pucker Up
- 1981 – Designer Music
- 1983 – 4
- 1985 – Hit the Deck (EP)
- 1992 – Funkyworld: The Best of Lipps Inc.